# جورج کنینگ
جورج کنینگ (انگلیسی: George Canning; ۱۱ آوریل ۱۷۷۰ – ۸ اوت ۱۸۲۷) سیاست‌مدار و نخست‌وزیر بریتانیا بوده‌است. وی از ۱۰ آوریل تا ۸ اوت ۱۸۲۷ نخست وزیر بریتانیا بوده.
وی همچنین برندهٔ جوایزی همچون همکار انجمن سلطنتی شده‌است.